# Brenner (Itália)
Brenner (em italiano Brennero; em latim Brennus) é uma comuna italiana da região do Trentino-Alto Ádige, província de Bolzano, com cerca de 2.072 habitantes. Estende-se por uma área de 114 km², tendo uma densidade populacional de 18 hab/km². Faz divisa com Racines, Val di Vizze e Vipiteno.

## Demografia
| Variação demográfica do município entre 1861 e 2011                               |
|                                                                                   |
| Fonte: Istituto Nazionale di Statistica (ISTAT) - Elaboração gráfica da Wikipedia |